# Xenillus moyae
Xenillus moyae är en kvalsterart som beskrevs av Pérez-Íñigo och Peña 1994. Xenillus moyae ingår i släktet Xenillus och familjen Xenillidae. Inga underarter finns listade i Catalogue of Life.